# Neubronner (Geschlecht)

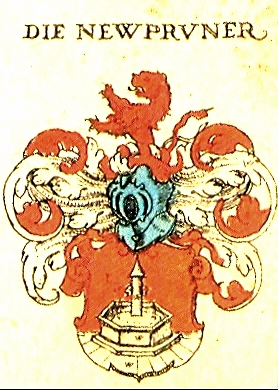
Stammwappen derer Neubronner („Newpruner“) in Johann Siebmachers Wappenbuch von 1605

Neubronner, auch Neubronn von Eisenburg ist der Name eines Ulmer Patriziergeschlechts, bzw. nach mehrfachen Nobilitierungen, eines deutschen Adelsgeschlechts.

## Geschichte
Das Ulmer Patriziergeschlecht stammt aus Niederhausen bei Neu-Ulm und wurde im Jahr 1281 zuerst urkundlich genannt. Johannes der Niwbronner von Husen erwarb am 21. August 1340 das Bürgerrecht der Reichsstadt Ulm. Die durchgängige Stammreihe beginnt mit Peter Neubronner (1430–1484). Für den Handelsmann in Ulm, Lorenz Neubronner, erging am 23. Juli 1560 ein erbländisch-österreichischer Wappenbrief mit Lehnsartikel. Unter seinen Söhnen Daniel (1533–1605) und Tobias (1551–1620) teilte sich das Geschlecht in seine zwei Hauptlinien.
Die erste Linie Neubronn von Eisenburg auch Neubronn-Eisenburg wurde am 3. April 1606 mit Wappenmehrung (Eisenburg) in den Reichsadelstand aufgenommen. Von 1601 bis 1671 besaß die Familie die Herrschaft Eisenburg, 1608–1721 das Schlossgut Grünenfurt und bis 1718 das Schlossgut Trunkelsberg, wobei hier die hohe und niedere Gerichtsbarkeit bis 1729 bei der Familie verblieben war.

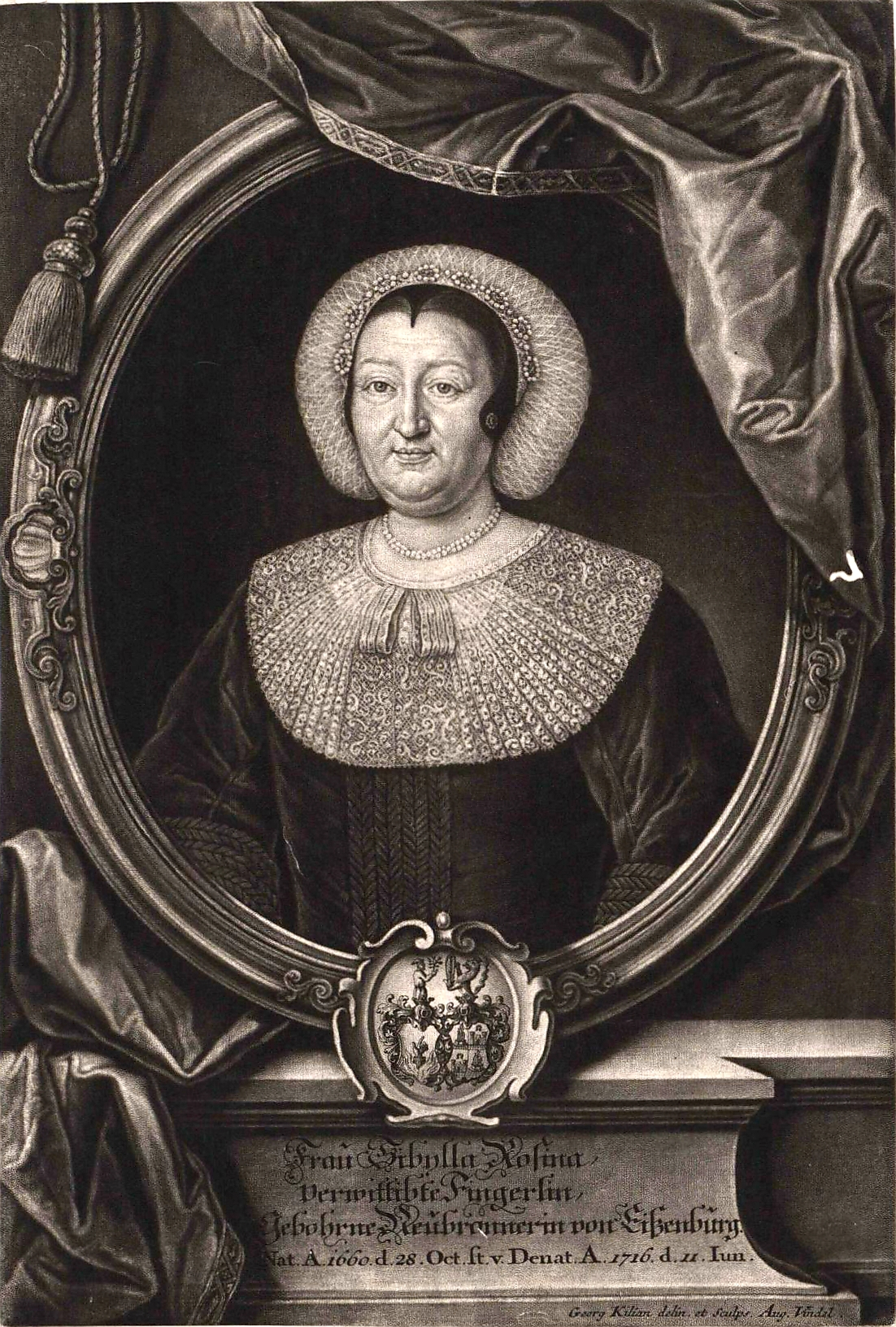
Sibylla Rosina Fingerlin, geb. Neubronner von Eisenburg (1660–1716)

Eine Tochter des Marx Tobias Neubronner von Eisenburg war Sibylla Rosina Neubronner von Eisenburg (1660–1716). Sie heiratete 1683 den Ulmer Handelsherrn und Senator Johann Daniel Fingerlin (1640–1704) und betätigte sich im religiösen Bereich schriftstellerisch. Die Linie Neubronn von Eisenburg erwarb mit dem Sohn des Ulmer Senators Albrecht Daniel Neubronner von Eisenburg († 1691), dem Hauptmann Marx Tobias Neubronn von Eisenburg († 1737), das Gut Kleinglattbach, welches er ab 1715 mit seiner Familie bewohnte. Die Linie Neubronn von Eisenburg bediente sich in Baden und Württemberg unbeanstandet des Freiherrntitels.

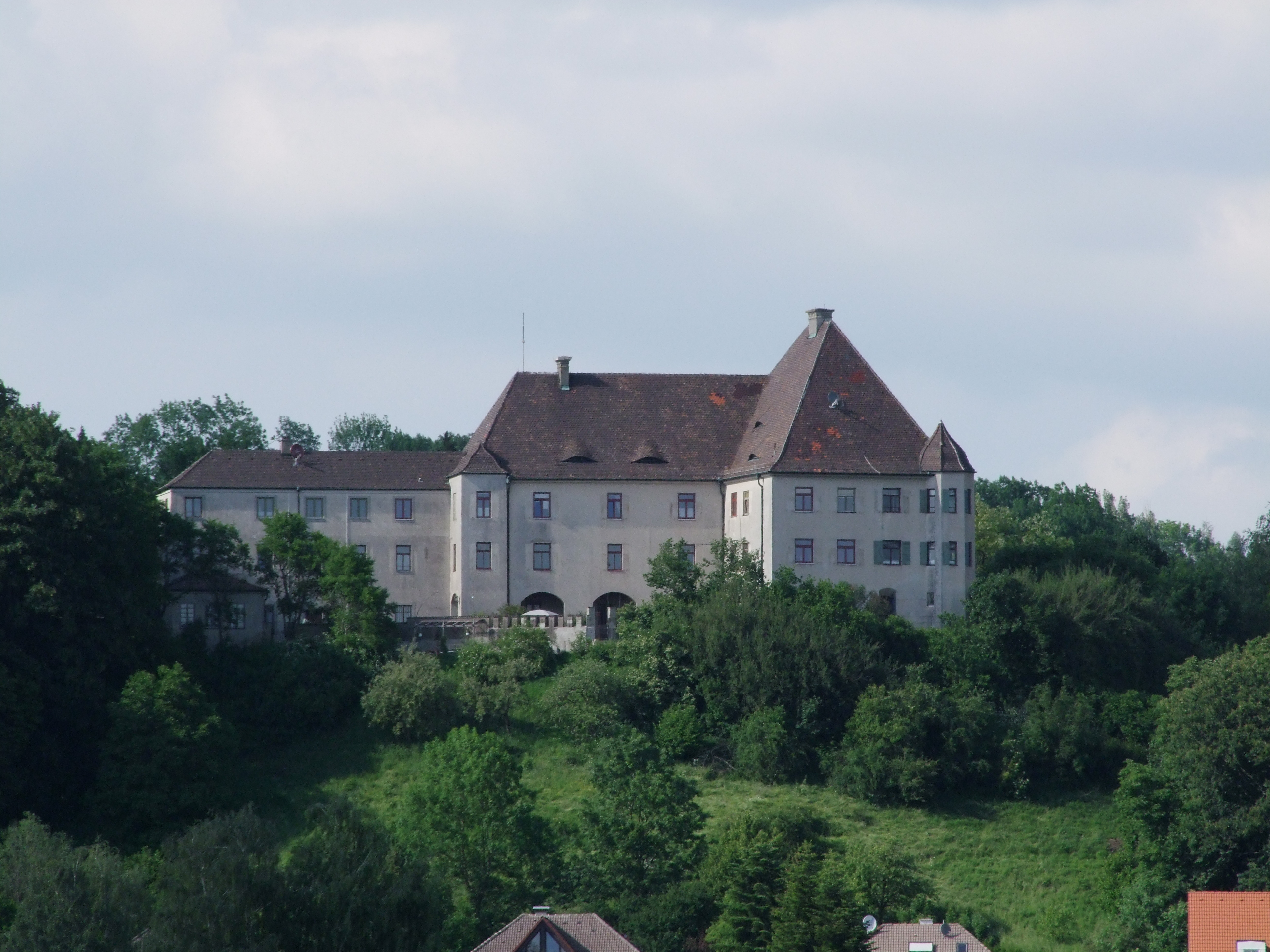
Schloss Eisenburg
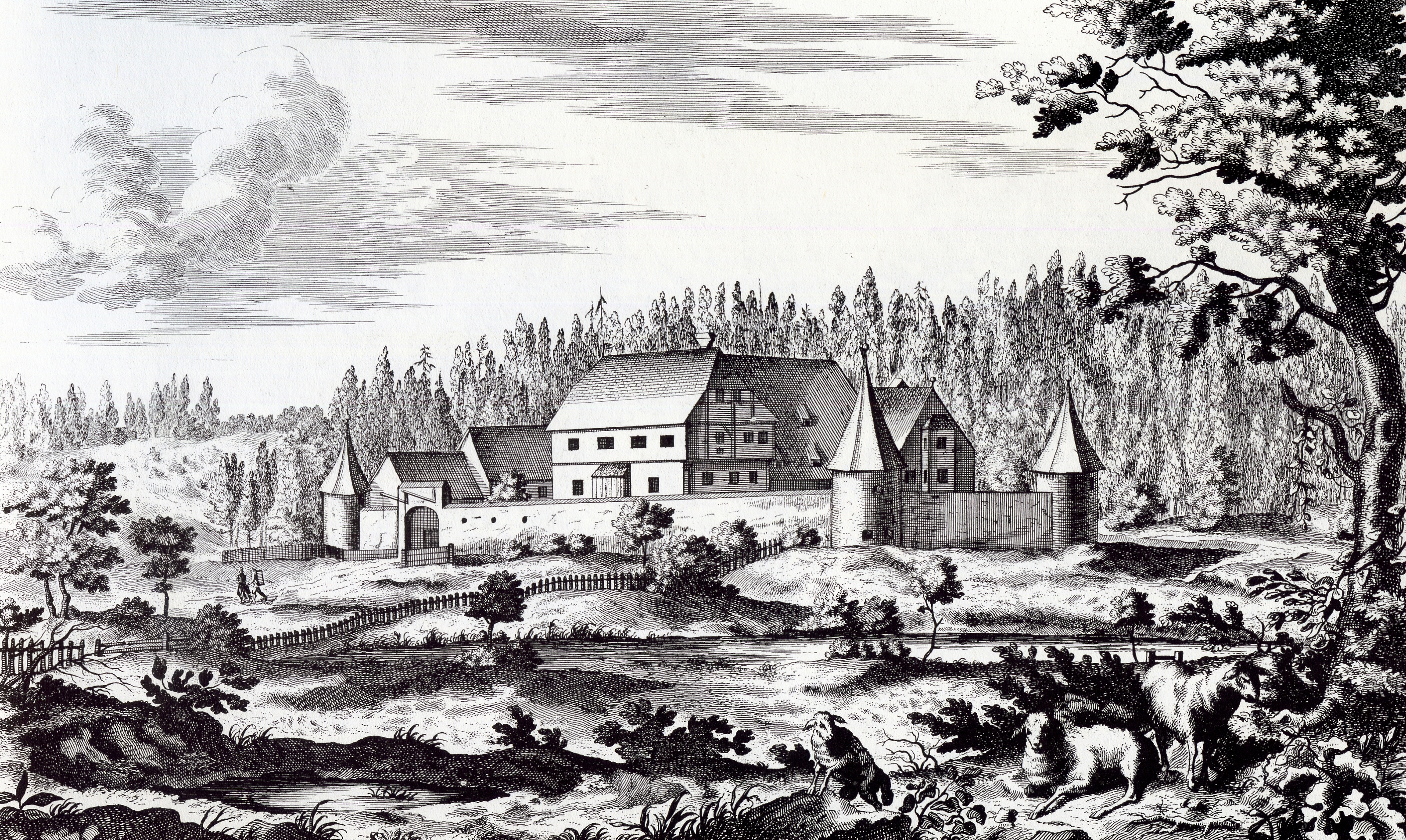
Schloss Grünenfurt um 1720

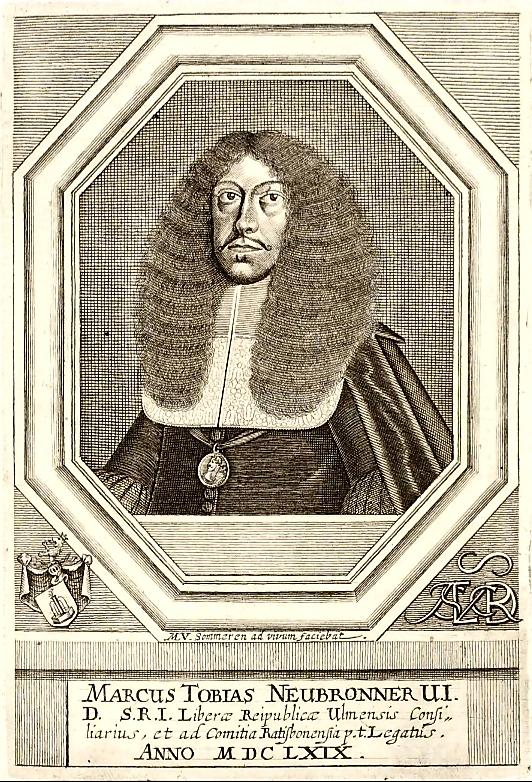
Marx Tobias Neubronner (1631–1703), 1669 als Reichstagsgesandter der Reichsstadt Ulm nach Regensburg, nachmals Stadtammann von Ulm

Die zweite Linie erfuhr die Hebung in den Reichsadel am 11. Dezember 1669 sowie am 2. August 1714 eine Bestätigung, sich nach den Gütern nennen zu dürfen. Als 1745 der kurz zuvor in der Reichsstadt Frankfurt gekrönte neue Kaiser Franz I. mit seiner Gemahlin Maria Theresia und großem Gefolge die Reichsstadt Ulm besuchte, wurden sie vor dem Tor der Stadt vom ganzen Magistrat auf Knien empfangen. Der Bürgermeister Franz Daniel von Neubronner (1700–1766), ein Sohn von Hans Eitel von Neubronner (1674–1742) und der Anna Catharina, geb. Seutter von Loetzen (1676–1756), hielt die Anrede, während die Ratsglieder Marcus Tobias Neubronner und Altbürgermeister Johann Georg Seutter von Loetzen (1710–1772) dem Kaiser die Stadtschlüssel überreichten. Am 7. Juli 1810 wurde die Familie bei der Bayerischen Ritterschaft immatrikuliert. Um 1813 war die Familie in Ulm eine von den zehn letzten altadeligen Patriziergeschlechtern, die ihren politischen Status als solche infolge des Endes des alten Kaiserreiches eingebüßt hatten. Die Familie besaß einen Anteil an der Herrschaft Balzheim, seit 1758 das Schlossgut Holzschwang, die Rittergüter Matzenbach und Harthausen mit Schloss Lichtenegg. Kurzzeitig war auch Schloss Mühlhausen an der Enz bei der Familie, Schloss Guggenberg ist es gegenwärtig.

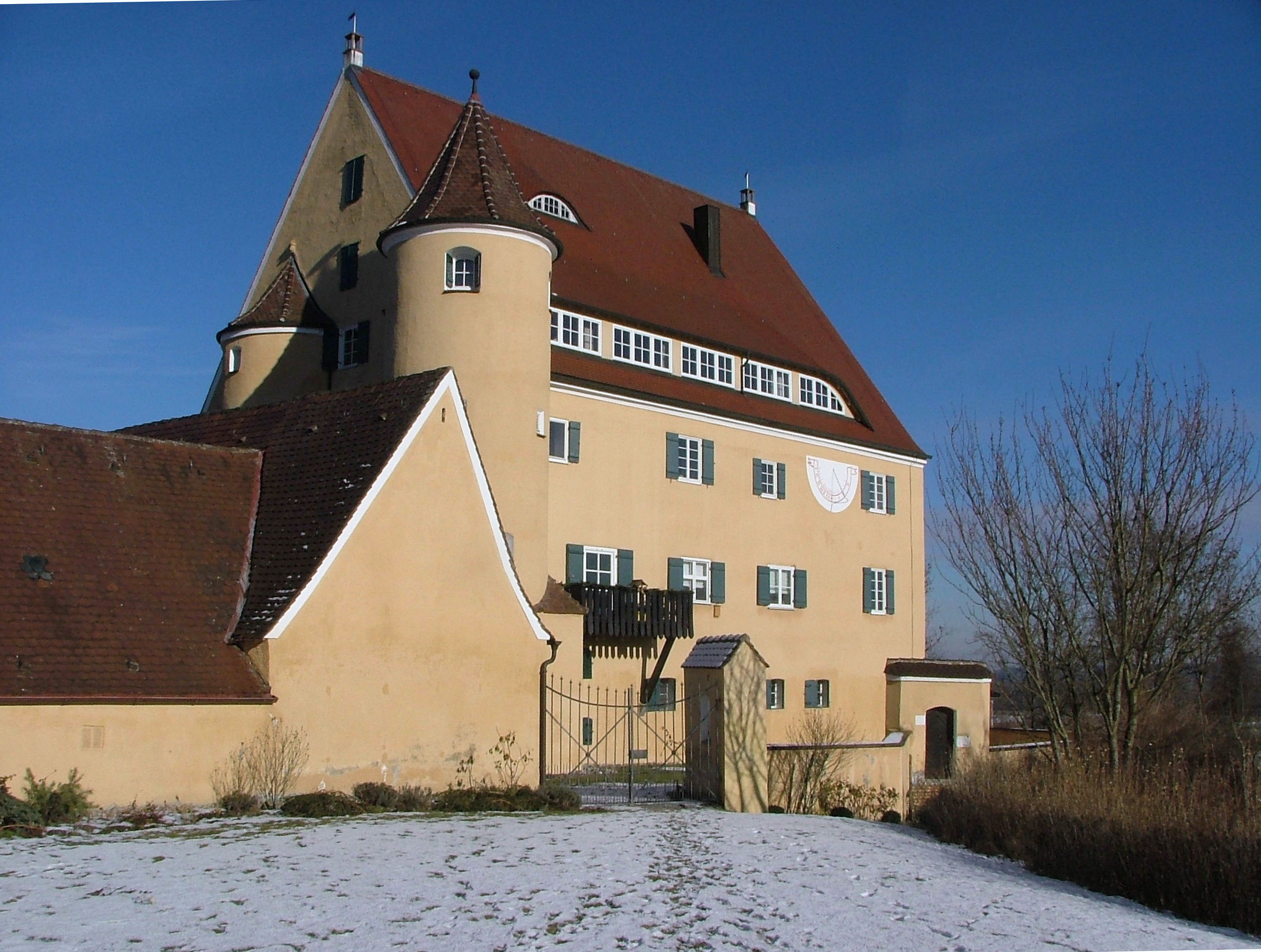
Schloss Balzheim
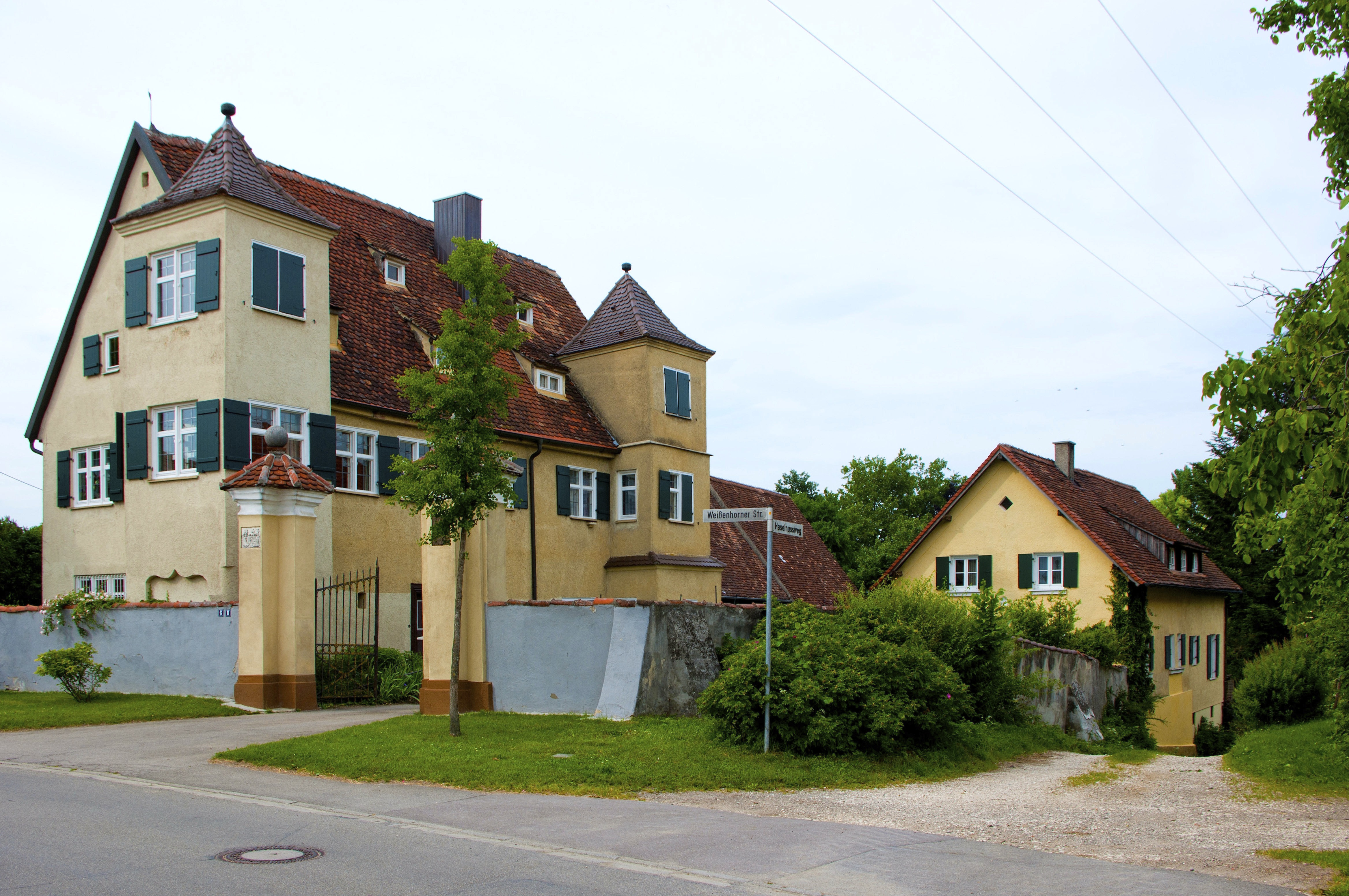
Schloss in Holzschwang
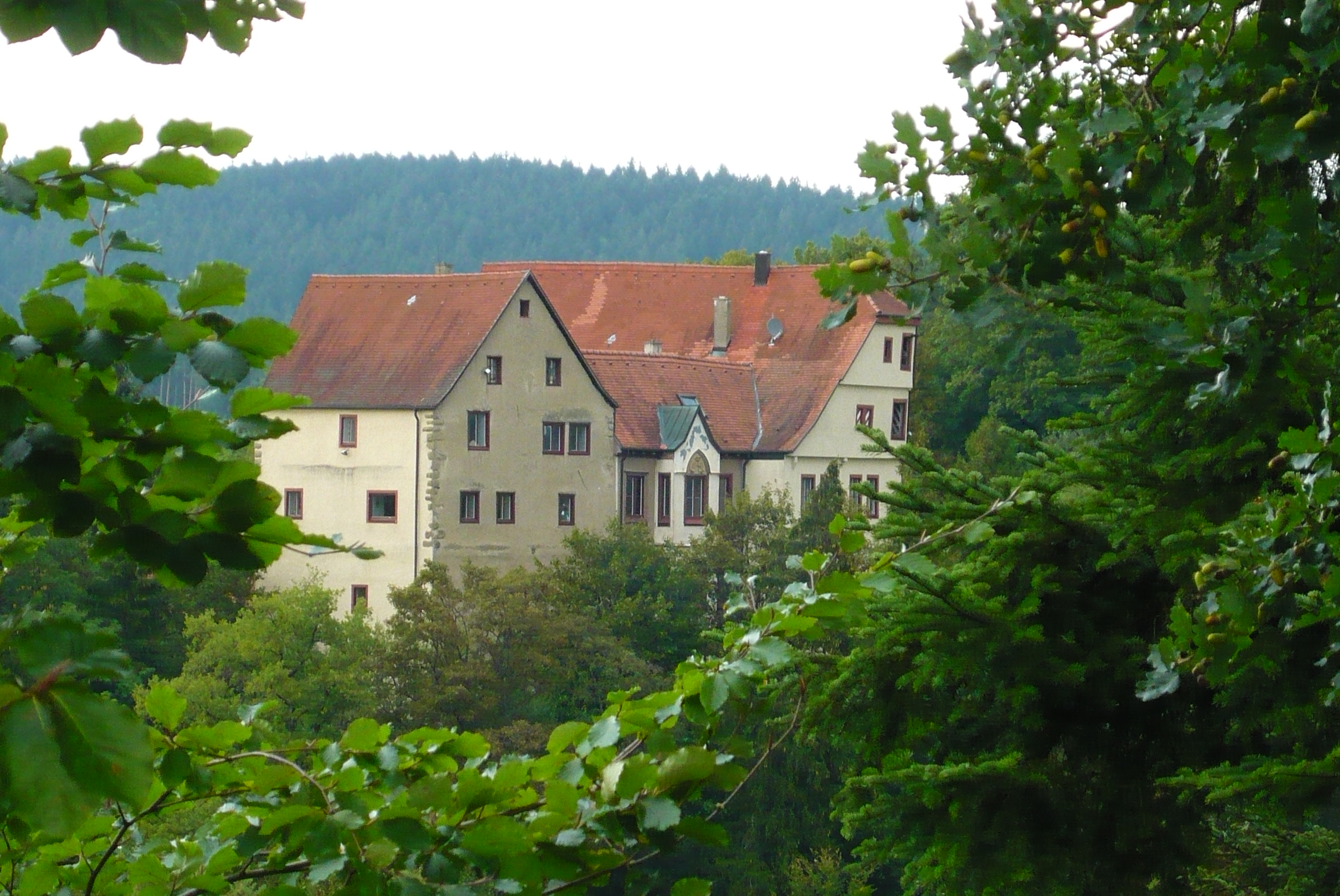
Schloss Lichtenegg

Ein weiterer Zweig gehörte dem Patriziat der Reichsstadt Kempten an. In Innsbruck am 27. Februar 1563 erhielten die Brüder und Vettern Peter, Matthias, Martin, Johann, Jacob, Georg und Peter Neubronner einen kaiserlichen Wappenbrief. Dieser Zweig ließ im 18. Jahrhundert in Kempten das Neubronner Haus sowie das Rotschlößle erbauen. Der Handelsherr Matthäus Philipp Neubronner (1714–1785) war ab 1778 Bürgermeister von Kempten. Am 5. August 1805 erhielten seine Söhne Johann Adam (1756–1805) und Matthäus Philipp (1757–1813) von Neubronner, Großhändler in Kempten, den Reichs- und kurfürstlich pfalzbayerischen Adel und Ritterstand mit dem Prädikat „von Neubronner“. Der Erstgenannte hatte 1792 seine Verwandte Anna Euphrosina († 1865) aus der Ulmer Patrizierlinie, Tochter des Rats- und Proviantherrn Marx Tobias von Neubronner (* 1745), geheiratet. Daher rührt auch das Neubronner-Allianzwappen am Portal des Neubronner-Hauses. Der Letztgenannte wurde am 18. März 1809 im Königreich Bayern bei der Ritterklasse immatrikuliert. Beider ältere Schwestern Anna Sibylla (1750–1787) und Euphrosine Regine (1751–1828) waren die erste und zweite Gemahlin des wohlhabenden Lindauer Handelsherrn und Patriziers, letzter Bürgermeister der Reichsstadt und erster der königlich bayerischen Stadt Lindau im Bodensee, Johann Michael Seutter von Loetzen (1746–1815).

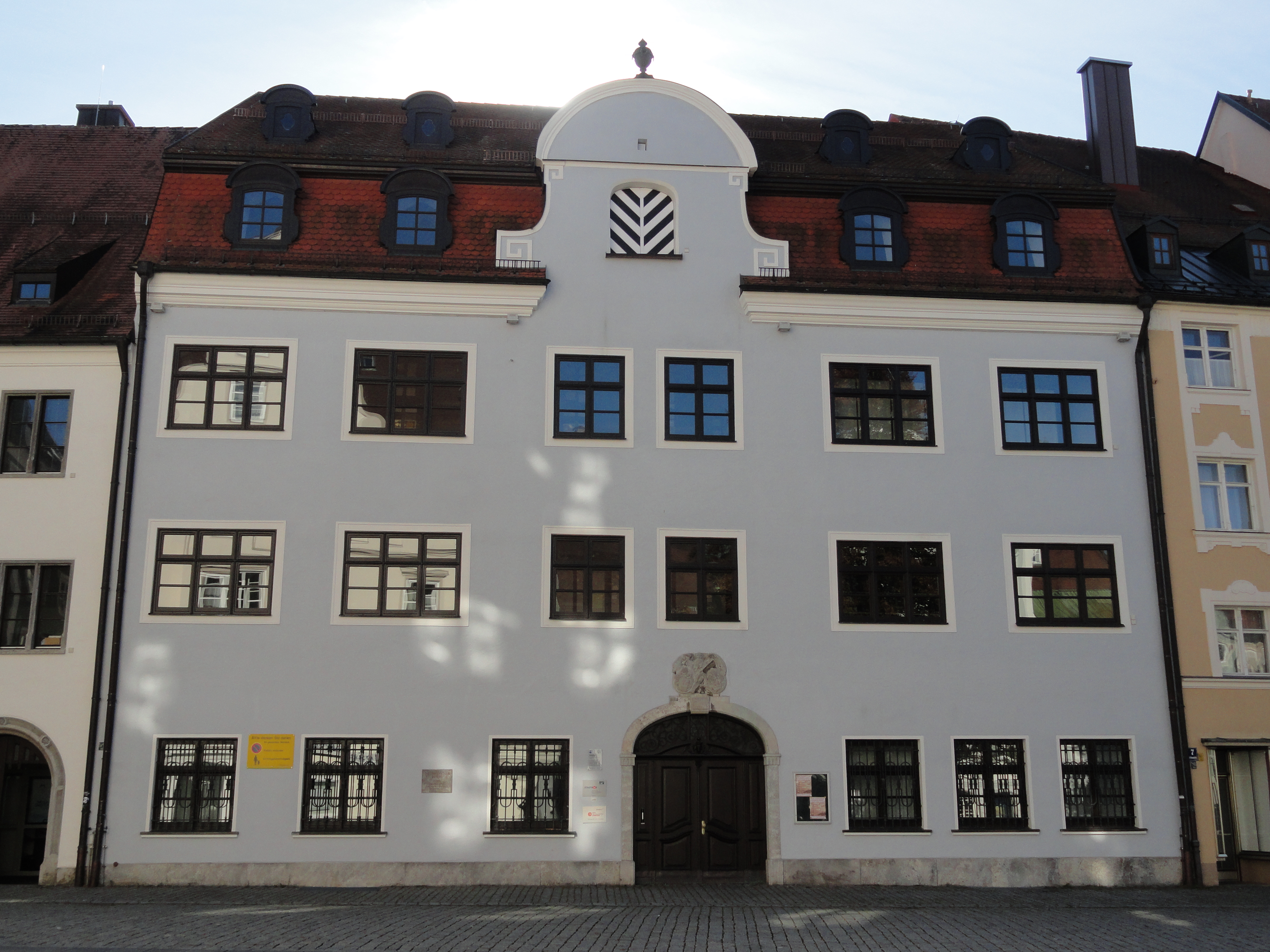
Das Neubronner Haus in Kempten
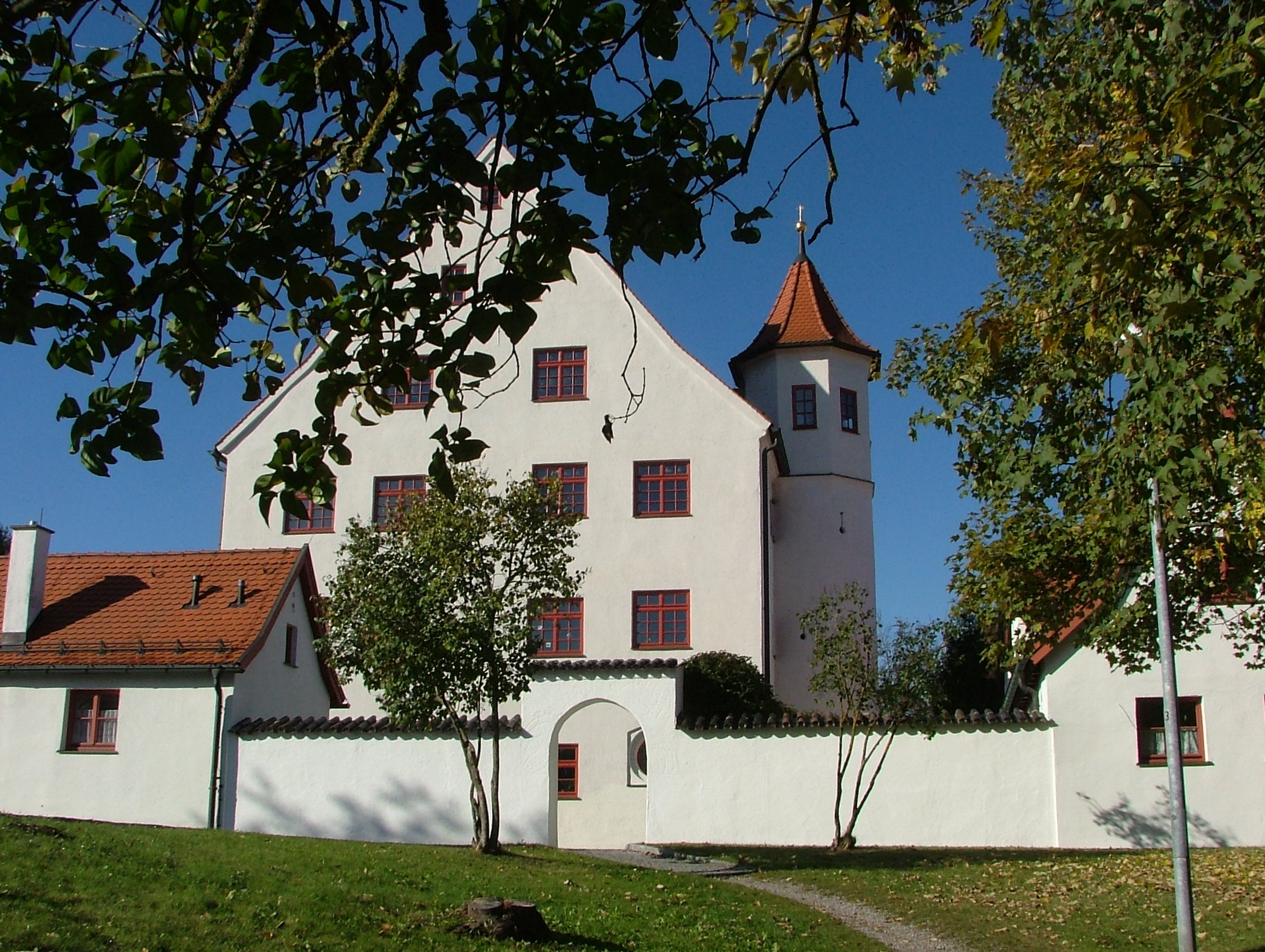
Rotschlößle

## Angehörige
- Alexander Neubronn von Eisenburg (1877–1949), deutscher Generalleutnant
- Carl von Neubronn (1807–1885), badischer Verwaltungsjurist und Oberamtmann
- Franz Daniel von Neubronner (1700–1766), Bürgermeister der Reichsstadt Ulm
- Franz Neubronn von Eisenburg (1842–1917), deutscher Generalleutnant
- Jeanette Freiin von Neubronn (1816–1857), 1856/59 Äbtissin des Kraichgauer Adeligen Damenstift
- Julius Neubronner (1852–1932), deutscher Apotheker, Erfinder und Firmengründer[13]
- Friedrich Neubronn von Eisenburg (1838–1915), deutscher Richter und Politiker im Großherzogtum Baden
- Georg von Neubronner (* 1940), 1999–2003 deutscher Botschafter in Panama
- Karl Friedrich von Neubronner (1733–1804), Bürgermeister der Reichsstadt Ulm
- Karl Heinrich von Neubronner (1913–1963), Schriftsteller
- Leopold Neubronn von Eisenburg (1818–1889), deutscher Generalmajor
- Ludwig August Neubronn von Eisenburg (1772–1823), deutscher Offizier
- Marx Tobias Neubronner (1631–1703), 1669 Reichstagsgesandter, 1682 Stadtammann der Reichsstadt Ulm
- Matthäus Philipp Neubronner (1714–1785), Bürgermeister der Reichsstadt Kempten[14]
- Wilhelm Neubronner (1813–1894), deutscher Apotheker und Politiker
- Wilhelm Neubronn von Eisenburg (1815–1895), deutscher General der Infanterie
- Wenzel Neubronn, Freiherr von Eisenburg, 1817–1830 Schulleiter des Gymnasiums Saaz

## Wappen
Das Stammwappen (1560) zeigt in Rot einen laufenden Brunnen mit zwei Röhren und Quadersteinkasten. Auf dem Stechhelm mit rot-silbernen Decken ein wachsender roter Löwe.
Das Wappen (1606) ist geviert, 1 und 4 zeigt das Stammwappen, 2 und 3 in Blau auf schwarz aufgemauerten Schildfuß ein dreigezinnte silberne Burg mit zwei gezinnten Türmen darüber je ein goldenes Hufeisen (Eisenburg). Auf dem Helm mit rechts rot-silbernen und links blau-goldenen Decken der goldgekrönte rote Löwe wachsend, mit der Rechten ein goldenes Hufeisen haltend, die Stollen nach obengekehrt, dazwischen ein Pfauenspiegel.
Das Wappen (1669) zeigt das Stammwappen (auf dem Brunnen ein sitzender goldener Löwe mit erhobenen Vordertatzen). Auf dem Helm mit rot-silbernen Decken ein goldener Löwe wachsend (auch rot dargestellt), einen grünen Palmzweig mit der Linken über sich haltend.
Das Wappen (1805) des Kemptener Zweiges zeigt in Blau auf grünem Hügel einen rund gemauerten silbernen Ziehbrunnen mit verziertem eisernen Oberbau und Schöpfeimer an der Rolle. Auf dem Helm mit blau-silbernen Decken ein wachsender gekrönter roter Löwe.

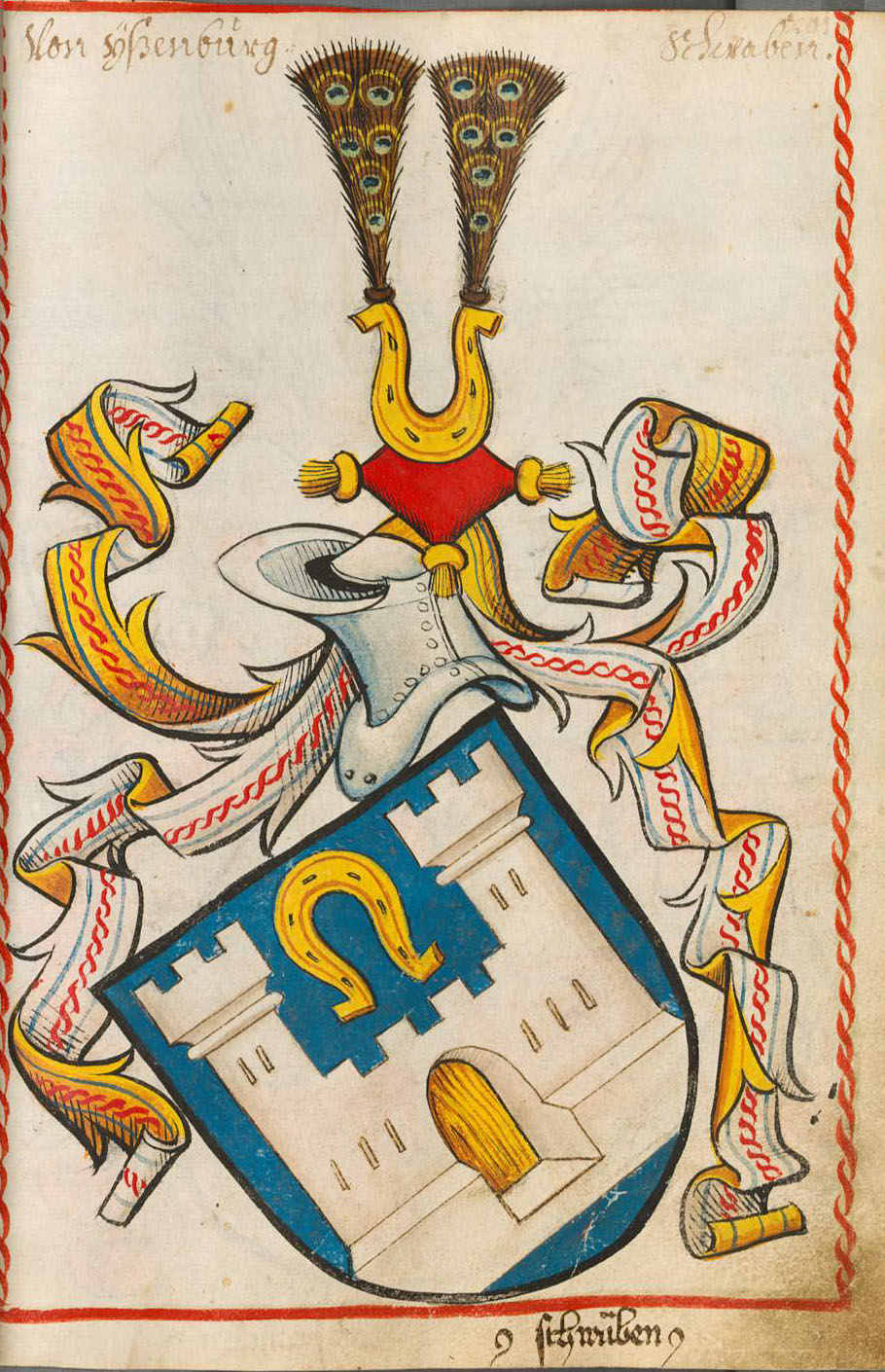
Wappen der Herren von Eisenburg nach Scheibler
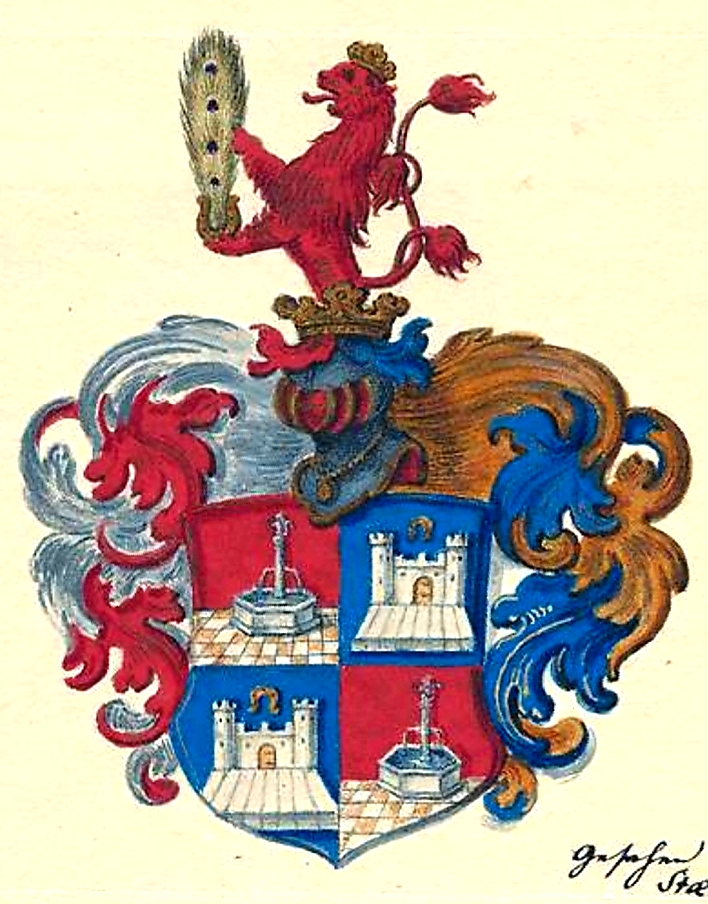
Wappen (1606) derer Neubronn von Eisenburg (von Neubronn-Eisenburg)
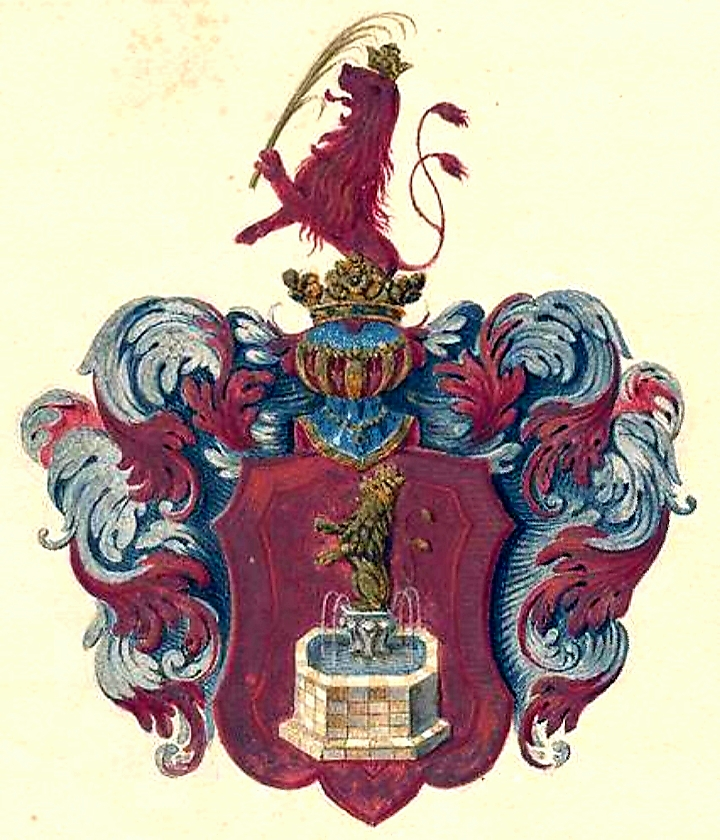
Wappen (1669) derer von Neubronner
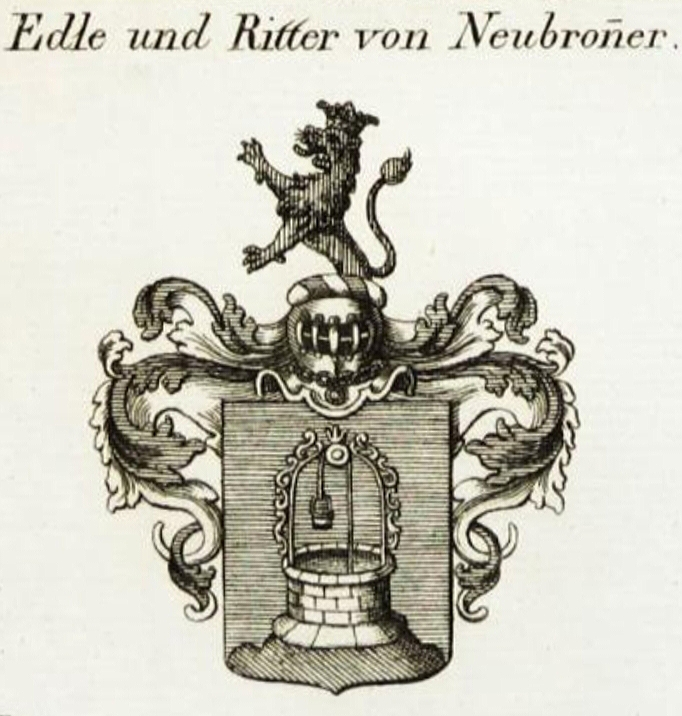
Wappen (1805) derer Kemptener Linie von Neubronner
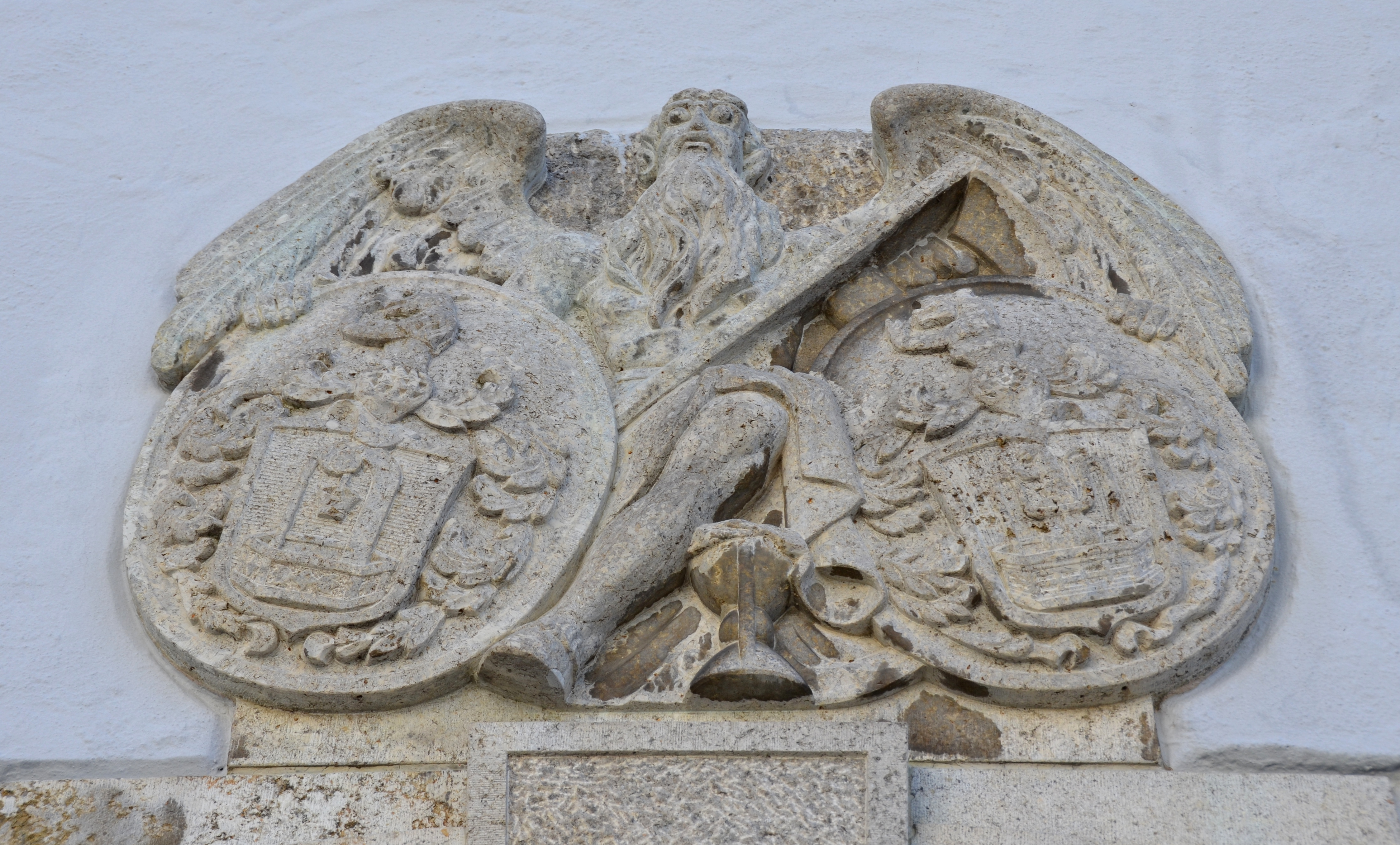
Neubronner-Allianzwappen am Neubronnerhaus in Kempten